# Рідле Баку
Боте Нзузі «Рідле» Баку (нім. Bote Nzuzi Baku 8 квітня 1998 року, Майнц, Німеччина) — німецький футболіст конголезького походження, який грає на позиції півзахисника за німецький клуб «Вольфсбург».

## Клубна кар'єра
Є вихованцем футбольного клубу «Майнц 05». З 2017 року — гравець другої команди клубу, за яку дебютував 30 липня 2017 року поєдинку Регіоналліги проти «Франкфурта». 16 вересня того ж року забив перший м'яч у дорослому футболі в ворота «Кіккерса» з Оффенбаха.
У другій половині сезону 2017/18 став залучатися до тренувань з основною командою. 29 квітня 2018 роки півзахисник дебютував в Бундеслізі в поєдинку проти «РБ Лейпцига», в якому «Майнц» здобув перемогу з рахунком 3:0. Баку вийшов в стартовому складі, провів на полі весь матч і забив останній третій м'яч. У наступному своєму матчі 5 травня Баку забив вже в ворота дортмундської «Боруссії», відкривши рахунок на 4-ій хвилині матчу. У червні 2018 року підписав контракт до кінця сезону 2021/22.
1 жовтня 2020 року перейшов до іншого клубу Бундесліги «Вольфсбурга», підписавши п'ятирічну угоду.

## Виступи за збірні
Гравець юнацьких та молодіжних збірних Німеччини. З командою до 19 років брав участь в юнацькому чемпіонаті Європи 2017 року в Грузії, де провів дві зустрічі, а його команда не вийшла з групи. Згодом з молодіжною командою поїхав на молодіжний чемпіонат Європи 2021 року в Угорщині та Словенії, де в матчі-відкритті проти господарів, збірної Угорщини, відзначився дублем.
11 листопада 2020 року дебютував у національній збірній Німеччини в товариській грі проти Чехії (1:0).

## Статистика виступів

### Статистика клубних виступів
Станом на 11 квінтя 2025 року
| Клуб            | Сезон           | Ліга            | Ліга  | Ліга | Кубок Німеччини | Кубок Німеччини | Європа | Європа | Усього | Усього |
| Клуб            | Сезон           | Дивізіон        | Матчі | Голи | Матчі           | Голи            | Матчі  | Голи   | Матчі  | Голи   |
| --------------- | --------------- | --------------- | ----- | ---- | --------------- | --------------- | ------ | ------ | ------ | ------ |
| Майнц 05        | 2017–18         | Бундесліга      | 3     | 2    | 1               | 0               | —      | —      | 4      | 2      |
| Майнц 05        | 2018–19         | Бундесліга      | 15    | 0    | 1               | 0               | —      | —      | 16     | 0      |
| Майнц 05        | 2019–20         | Бундесліга      | 30    | 1    | 1               | 0               | —      | —      | 31     | 1      |
| Майнц 05        | 2020–21         | Бундесліга      | 2     | 0    | 1               | 0               | —      | —      | 3      | 0      |
| Майнц 05        | Усього          | Усього          | 50    | 3    | 4               | 0               | —      | —      | 54     | 3      |
| Вольфсбург      | 2020–21         | Бундесліга      | 32    | 6    | 3               | 0               | —      | —      | 35     | 6      |
| Вольфсбург      | 2021–22         | Бундесліга      | 34    | 3    | 1               | 1               | 6      | 1      | 41     | 5      |
| Вольфсбург      | 2022–23         | Бундесліга      | 33    | 5    | 3               | 0               | —      | —      | 36     | 5      |
| Вольфсбург      | 2023–24         | Бундесліга      | 33    | 1    | 3               | 1               | —      | —      | 36     | 2      |
| Вольфсбург      | 2024–25         | Бундесліга      | 15    | 2    | 3               | 0               | —      | —      | 18     | 2      |
| Вольфсбург      | Усього          | Усього          | 147   | 17   | 13              | 2               | 6      | 1      | 166    | 20     |
| РБ Лейпциг      | 2024–25         | Бундесліга      | 14    | 1    | 2               | 0               | —      | —      | 16     | 1      |
| Кар'єра загалом | Кар'єра загалом | Кар'єра загалом | 211   | 20   | 19              | 2               | 6      | 1      | 236    | 23     |

1. ↑  Матчі у Лізі чемпіонів УЄФА

### Збірна
Станом на 14 листопада 2021 року
| Збірна    | Рік    | Матчі | Голи |
| --------- | ------ | ----- | ---- |
| Німеччина | 2020   | 1     | 0    |
| Німеччина | 2021   | 3     | 1    |
| Усього    | Усього | 4     | 1    |

| № | Дата              | Стадіон                                  | Матч | Суперник    | Рахунок | Результат | Турнір                                       |
| - | ----------------- | ---------------------------------------- | ---- | ----------- | ------- | --------- | -------------------------------------------- |
| 1 | 11 листопада 2021 | Фольксваген-Арена, Вольфсбург, Німеччина | 3    | Ліхтенштейн | 7–0     | 9–0       | Кваліфікація чемпіонату світу з футболу 2022 |

## Особисте життя
Батьки Баку переїхали в Німеччині в 1992 році з Заїру. Брат-близнюк Боте, Макана, є футболістом-аматором, а старший брат Кокола займався в молодіжній команді «Дармштадта» до 17 років .
У 2018 році Баку офіційно додав в документи прізвисько Рідле, отримане в честь відомого в минулому німецького нападника Карла-Гайнца Рідле.

## Титули і досягнення
- Чемпіон Європи (U-21): 2021